# Федосова
Федо́сова (рос. Федосова) — присілок у складі Алапаєвського міського округу (Верхня Синячиха) Свердловської області.
Населення — 6 осіб (2010, 15 у 2002).
Національний склад населення станом на 2002 рік: росіяни — 100 %.